# WrestleMania I
WrestleMania I was de inaugurele professioneel worstel-pay-per-view (PPV) en closed-circuit television (CCTV) evenement dat georganiseerd werd de World Wrestling Federation (WWF, nu WWE). Het was meteen de eerste editie van WrestleMania en vond plaats op 31 maart 1985 in Madison Square Garden (MSG) in New York. Dit was het meest bekeken pay-per-view evenement via CCTV in de Verenigde Staten.
De hoofd wedstrijd was een tag team match tussen Hulk Hogan & Mr. T tegen Roddy Piper & Paul Orndorff. Hogan en Mr. T wonnen de match.

## Matchen
| Nr.                                                                          | Match | Winnaar(s)                                                                                          | Bron  |
| ---------------------------------------------------------------------------- | --- | --------------------------------------------------------------------------------------------------- | ----- |
| -                                                                            | The Executioner vs. Tito Santana in een één-op-één match (Dark match)                                                                                                 | Tito Santana                                                                                        | [ 1 ] |
| 1                                                                            | King Kong Bundy (met Jimmy Hart) vs. Special Delivery Jones in een één-op-één match                                                                                   | King Kong Bundy                                                                                     | [ 1 ] |
| 2                                                                            | Matt Borne vs. Ricky Steamboat in een één-op-één match | Ricky Steamboat                                                                                     | [ 1 ] |
| 3                                                                            | David Sammartino (met Bruno Sammartino) vs. Brutus Beefcake (met Johnny Valiant) in een één-op-één match                                                              | Geen - dubbele diskwalificatie                                                                      | [ 1 ] |
| 4                                                                            | Greg Valentine (c) (met Jimmy Hart) vs. The Junkyard Dog in een één-op-één match voor het WWF Intercontinental Championship                                           | The Junkyard Dog wint na DQ & count out (te lang (10sec.) buiten de ring) - Valentine behoudt titel | [ 1 ] |
| 5                                                                            | The U.S. Express (c) (met Lou Albano) vs. Nikolai Volkoff & The Iron Sheik (met Freddie Blassie) in een tag team match voor het WWF Tag Team Championship             | Nikolai Volkoff & The Iron Sheik (nc)                                                               | [ 1 ] |
| 6                                                                            | André the Giant vs. Big John Studd (met Bobby Heenan) in een $15,000 Body Slam Challenge match                                                                        | André the Giant                                                                                     | [ 1 ] |
| 7                                                                            | Leilani Kai (c) (met The Fabulous Moolah) vs. Wendi Richter (met Cyndi Lauper) in een één-op-één match voor het WWF Women's Championship                              | Wendi Richter (nc)                                                                                  | [ 1 ] |
| 8                                                                            | Hulk Hogan & Mr. T (met Jimmy Snuka) vs. Roddy Piper & Paul Orndorff (met Cowboy Bob Orton) in een tag team match met Muhammad Ali (als speciale gast scheidsrechter) | Hulk Hogan & Mr. T                                                                                  | [ 1 ] |
| (c) huidige kampioen voor en na de match \| (nc) nieuwe kampioen na de match | | | [ 1 ] |